# Пет могили (област Сливен)
 За другото българско село вижте Пет могили (Област Шумен).  
Пет могѝли е село в Югоизточна България, община Нова Загора, област Сливен.

## География
Село Пет могили се намира на около 47 km юг-югозападно от областния център град Сливен, около 21 km южно от общинския център град Нова Загора и около 10 km изток-североизточно от град Раднево. Разположено е в източната част на Старозагорското поле на Горнотракийската низина. Надморската височина в центъра му при сградата на кметството е около 146 m.
Климатът е преходно-континентален; почвите в землището на селото са преобладаващо наносни и силно излужени смолници.
През селото минава второкласният републикански път II-57, който води: на изток до село Новоселец и връзка в него с второкласния републикански път II-55; на запад през град Раднево към град Стара Загора. Общински път свързва Пет могили на север със село Млекарево.
Землището на село Пет могили граничи със землищата на: село Любенова махала на северозапад; село Млекарево на север; село Новоселец на изток; село Гледачево на юг; град Раднево на запад.
През селото протича малката Селска река, която води началото си източно от село Млекарево и е десен приток на река Овчарица.
В землището на Пет могили има 6 микроязовира.
Населението на село Пет могили, наброявало 1845 души при преброяването към 1934 г. и 2013 към 1956 г., намалява до 1078 към 1992 г. и 444 (по служебен документ на НСИ от 2022-12-31) към 2022 г.
При преброяването на населението към 1 февруари 2011 г., от обща численост 603 лица, за 539 лица е посочена принадлежност към „българска“ етническа група, за 58 – към „ромска“ и за 4 – „не отговорили“, а за принадлежност към „турска“, „други“ и „не се самоопределят“ не са посочени конкретни данни.

## История
Сведения за селото под името Дере има в османотурски документи от 1582 г. и 1671 г. Към 1885 г. селото е имало две части: на изток от реката – Беш тепе (Beş tepe – от турски език „Пет хълма“, „Пет могили“); на запад от реката – Дере кьой.
След Руско-турската война (1877 – 1878 г.) по Берлинския договор 1878 г. село Беш тепе остава в Източна Румелия; присъединено е към България след Съединението 1885 г.. преименувано е на Пет могили през 1906 г., а след 1892 г. към него е слята и махалата Дере кьой.
При османското владичество в Беш тепе са живеели само българи, а в Дере кьой – турци и татари. Дере кьой е било с автономен статут, тъй като е било подарено на чорбаджията Хаджи Хасан лично от султана на Османската империя.
Църква в селото – според спомените, събрани от свещеник Стоян Динев Златев – съществува от 1860 г., осветена от Великотърновския митрополит Климент. През 1893 – 1895 г. жителите на селото построяват нов храм, осветен от Старозагорския митрополит Методий Кусевич.
Училище в Беш тепе (Пет могили) съществува от 1880 г. За училищна сграда първоначално служи обществена постройка в църковния двор, която по-късно е опожарена. През 1911 г. е построена първата сграда за училище, което е наименувано Народно първоначално училище „Кирил и Методий“. От 1921 г. се открива първи прогимназиален клас, а през следващите години последователно се откриват втори и трети класове и се развива пълна прогимназия под името Народна смесена прогимназия „Христо Ботев“. Впоследствие училището е преименувано на Народно основно училище „Кирил и Методий“. През 1937 г. е построена нова училищна сграда. През 1961 г. училището въвежда полуинтернатно обучение. През 1995 г. поради голямото намаляване на броя на децата, от основно училището става начално, а през юни 2000 г. то е закрито.
Читалище в селото е основано през 1926 г. от група учители и по-будни младежи и е наречено „Светлина“, а от 1956 г. носи името „Никола Йонков Вапцаров“. Към 2023 г. при читалището има вокална група за автентичен фолклор.
Кредитна кооперация „Земеделец“ в село Пет могили е учредена на 25 декември 1919 г. по инициатива на Българска земеделска банка – клон Нова Загора. Дейността на кооперацията включва отпускане на краткосрочни заеми на достъпни лихви за снабдяване членовете на кооперацията със семена, дребен земеделски инвентар, работен и продуктивен добитък, направа на жилища за живеене и помещения за добитък и храни. Постепенно са привлечени за членове повече земеделски стопани, увеличава се дяловият капитал, разширява се дейността, като се открива потребителен магазин. След 9 септември 1944 г. значително се увеличава броят на членовете и на кооперацията се възлага изкупуването на селскостопански произведения. През 1949 г. тя се преименува на Всестранна кооперация „Земеделец“, по-късно през 1953 г. – на Потребителна кооперация „Земеделец“. През месец декември 1960 г. става уедряване на кооперациите и в нея се вливат кооперациите от селата Новоселец и Радецки.
Селото е електрифицирано през 1950 г.

## Обществени институции
Село Пет могили към 2024 г. е център на кметство Пет могили.
В село Пет могили към 2024 г. има:
- действащо читалище „Никола Йонков Вапцаров – 1926 г.“;[18][14]
- православна църква „Света Петка“;[19]
- пощенска станция.[20]

## Природни и културни забележителности
В землището на село Пет могили се намират:
- „Шилева могила“ – в местността „Вехтия юрт“, около 2 km северно от центъра на селото;
- „Стойнова могила“ – в западния край на селото;
- „Петте могили“ – некропол от 5 могили източно от селото;
- „Голямата могила“ – източно от селото. Могилата е част от некропол, състоящ се от 4 могили;
- „Бодакови могили“ – некропол от 3 могили, на 4,5 km северозападно от селото в местността „Кара гьол“; на 1,5 km от некропола, в местността „Кайлъка“ се намират останки на селище от римската епоха;
- „Келевите могили“ – некропол от 4 могили, южно от римското селище;
- „Гъркови могили“ – некропол от 6 могили, североизточно от римското селище.

Паметна плоча на родената в селото народна певица Динка Русева (1948 – 2018) е открита през 2023 г.

## Личности
- Вълчо Славов (1869 – 1939), български офицер и революционер от ВМОРО
- Начо Иванов (1904 – 1944) – български партизанин
- Йоаникий Сливенски (1939 – 2024) – Сливенски митрополит
- Динка Русева (1948 – 2018) – народна певица

## Други
В селото има празник на житното плодородие.